# Klukwan
Klulwan est une census-designated place en Alaska aux États-Unis. Bien que faisant partie de la région de recensement de Skagway-Hoonah-Angoon, il s'agit d'une enclave du borough de Haines. Sa population est de 98 habitants en 2011.

## Situation — climat
Elle est située sur la rive nord de la rivière Chilkat, à 35 km au nord de Haines, au confluent des rivières Klehini et Tsirku, à 161 km au nord-est de Juneau et à proximité de la Haines Highway. C'est le seul village à l'intérieur des terres dans la région sud-est d'Alaska.
Les températures vont de −16 °C à −1 °C en janvier et de 6 °C à 19 °C en juillet.

## Histoire
En 1880, l'U.S. Navy a référencé le village sous le nom Chilcat of Klukquan, ce qui pouvait signifier la vieille ville. Le peuple Chilkat (qui fait partie des Tlingits) contrôlait les pistes qui servaient au commerce des fourrures avec les autochtones de l'intérieur des terres. Ils étaient environ un millier répartis en cinq villages.
En 1881, l'école de la mission Willard a été construite à Haines, ainsi que quatre conserveries de poisson au début du siècle suivant. À la fin de 1890 le Dalton Trail offrit une route plus sûre pour rejoindre Whitehorse au Yukon pendant la ruée vers l'or du Klondike, toutefois la piste Chilkoot continua à être utilisée par de nombreux prospecteurs.
En 1900 Klukwan était le dernier village Chilkat de l'endroit. Le refuge faunique Alaska Chilkat Bald Eagle Preserve, à proximité, héberge une importante colonie de pyrargues à tête blanche.

## Activités
Klukwan, qui est un village Tlingit est réputé pour ses activités de tissage de poils de chèvres, ses sculptures sur les écorces de cèdre et autre fabrication de mocassins. La pêche, l'hébergement touristique, et les activités de subsistance permettent à la communauté de vivre. Un musée de l'artisanat local, le Jilkaat Cultural Heritage Center montre les différentes facettes de la vie des indiens.

## Démographie
Lors du recensement de 2010, Klukwan comptait une population de 95 habitants.
| 1880 | 1890 | 1910 | 1920 | 1930 | 1940 | 1950 | 1960 |
| ---- | ---- | ---- | ---- | ---- | ---- | ---- | ---- |
| 565  | 326  | 245  | 167  | 97   | 97   | 91   | 112  |

| 1970 | 1980 | 1990 | 2000 | 2010 | - | - | - |
| ---- | ---- | ---- | ---- | ---- | - | - | - |
| 103  | 135  | 129  | 139  | 95   | - | - | - |